# 許穎婷
許穎婷（英語：Frances Hui Wing-ting，1999年9月30日—），香港本土派社運人士，現任我們是香港人總監，學民思潮前成員，畢業於聖母書院及美國麻省波士頓愛默生學院新聞系，因就讀大學期間在校園媒體上撰文《我來自香港，而非中國》而受到注意。

## 經歷
2014年，許穎婷加入學民思潮
2015年5月23日，許穎婷在香港立法會公聽會上斥責時任行政長官梁振英以及反對特區政府提出的政改方案。
2019年4月21日，許穎婷在愛默生學院校園刊物《柏克萊烽火報》上以《我來自香港，而非中國》為題，撰文詳述香港與中國大陸的區別，指出香港在「一國兩制」下，享有《基本法》賦予的言論自由、新聞與出版自由、集會自由等基本人權，同時批評校園內缺乏香港、台灣、西藏、新疆等少數族群的發聲管道，表達對校方採用「中國香港」稱呼的不滿，並重申自己會堅定守護香港人的身分認同。
2019年6月8日，許穎婷發佈影片，反對香港特區政府提出的《逃犯修訂條例草案》，並表明如逃犯修訂條例草案通過，香港的人權問題會更趨惡劣，而她亦不會有勇氣回去香港。
2019年12月5日，許穎婷在接受《呷新聞》訪問時表示，自己並不是一開始就對中國大陸或「中國人」身份反感，支持香港獨立的轉捩點是2014年雨傘革命及2019年反送中抗爭。
2020年3月10日，許穎婷發起在美港人組織「我們是香港人」，呼籲所有居住在美國的香港人在2020年美國人口普查的種族一欄中填上「香港人」身份，她認為答案不但有助美國聯邦政府更準確評估香港人這個群體的需要，例如更重視粵語服務，更重要是體現香港人身份認同，有助推動香港人在美國國會的遊說工作。
2020年11月1日，12名香港人被送中逾70日，許穎婷与多名香港和海外關注香港的人士拍摄短片，呼籲全球一同關注事件。
2020年12月17日，許穎婷在其個人社交媒體上發文宣佈流亡美國，後再於2022年4月14日宣布成功獲得美國政治庇護，成為首名獲得美國聯邦政府批出政治庇護的香港人。
2023年12月14日，香港警務處國家安全處以違反香港國安法名義懸紅100萬港元通緝包括許穎婷在內的五名流亡異見人士。此舉引發國際輿論譁然，美國國務院譴責中共公然無視民主和人權的國際準則，並指出香港特區政府在美國境內沒有任何管轄權，民主和自由的倡導者將繼續享有《美國憲法》保障的自由和權利，而美國國會跨黨派多名議員更發表聲明，指出中共控制的香港特區政府透過恐嚇和騷擾手段，對在美國從事和平政治活動的美國公民和居民實施迫害是不可接受的，更強調美國國會需要採取緊急採取行動來應對中共的跨國打壓，美國聯邦政府必須立即制裁負責執行通緝令的中共和香港官員
2024年12月24日，保安局局長鄧炳強行使《維護國家安全條例》賦予的權力，刊憲指明許穎婷和其他六名人士潛逃海外，並因涉嫌干犯危害國家安全罪行而被法院發出拘捕令的人士，並指明針對他們施行的措施，當中包括撤銷護照等。
2025年4月10日，香港國安處在沙田帶走許穎婷的父母調查。今次是繼2023年12月，許母曾被帶走問話後，事隔一年多再協助國安處調查。

## 外部連結
- 許穎婷的Facebook專頁
- 許穎婷的Instagram帳戶
- 專訪許穎婷：「我係香港人」，紀念六四反對「送中」，但其實我比以前更温和了（页面存档备份，存于）

| 職銜 | 職銜                             | 職銜 |
| ---- | -------------------------------- | ---- |
| 首任 | 我們是香港人總監 2020年3月10日－ | 現任 |